# Артёмов (хутор)
Артёмов — хутор в Обливском районе Ростовской области.
Входит в состав Караичевского сельского поселения.

## География
На хуторе имеются две улицы — Родниковая и Степная.

## История
Некогда Артёмов был крупным хутором. В период коллективизации в нём был создан колхоз, который просуществовал до 1958 года.

## Население
| 2010 |
| ---- |
| 4    |

В 2018 году хутор полностью опустел.